# 沖縄県道33号具志川前原線
沖縄県道33号具志川前原線（おきなわけんどう33ごう ぐしかわまえはらせん）は沖縄県うるま市字具志川と字前原とを結んでいる一般県道である。
かつては沖縄市高原が終点で「具志川沖縄線」（1996年までは番号のみの「県道33号線」）だったが、2013年8月20日沖縄県告示第472号により廃止され、かわって同日に沖縄県告示第471号により終点をうるま市字前原まで短縮し現在の路線名が改めて認定された。。

## 概要

### 区間
- 起点：うるま市字具志川（沖縄県道37号線）
- 終点：うるま市字前原（沖縄県道85号沖縄環状線）

### 通過自治体
- うるま市

### 交差する路線
- 沖縄県道37号線（起点）
- 沖縄県道239号与那城具志川線（うるま市具志川・県道37号と重複）
- 沖縄県道10号伊計平良川線（うるま市大田）
- 沖縄県道8号線（同・県道10号と重複）
- 沖縄県道16号線（うるま市川田）
- 沖縄県道36号線（うるま市豊原）
- 沖縄県道85号沖縄環状線（終点）

### 主要施設
- 中城湾港
- イオン具志川ショッピングセンター（うるま市前原）
- ヤマダデンキテックランド具志川店（同）

### 路線バス
旧・具志川沖縄線だった廃止区間には路線バスが通ってるが、現在の具志川前原線の区間には路線バスは乗り入れてない。

## 旧具志川沖縄線の概要

### 区間
- 起点：うるま市字具志川（沖縄県道37号線）
- 終点：沖縄市高原（国道329号・沖縄県道20号線）
- 総延長：10.92km（2009年）
- 実延長：6.41km（2009年）

### 通過自治体
- うるま市－沖縄市

### 交差する路線
- 沖縄県道37号線（起点）
- 沖縄県道239号与那城具志川線（うるま市具志川）
- 沖縄県道10号伊計平良川線（うるま市大田）
- 沖縄県道8号線（同・県道10号と重複）
- 沖縄県道16号線（うるま市川田）
- 沖縄県道85号沖縄環状線（うるま市前原）
- 沖縄県道36号線（現道・うるま市前原、バイパス・うるま市豊原）
- 国道329号（沖縄市高原）
- 国道331号（同・国道329号と重複）
- 沖縄県道20号線（同）

### 重複路線
- 沖縄県道85号沖縄環状線（うるま市前原）

### 路線バス
いずれも東陽バスが運行しており、廃止された現在も同じ区間で運行している。
- 30番・泡瀬東線 うるま市前原県道36号交点 - 泡瀬営業所
- 31番・泡瀬西線 うるま市前原泡瀬営業所 - 沖縄市桃原・同市大里 - 高原

県道廃止後、同区間には60番・泡瀬イオンモールライカム線や331番・急行バス（久茂地経由）が新たに乗り入れたほか、沖縄市がコミュニティバスの運行開始し、同市内区間をカバーしている。

## 沿革
- 1953年（昭和28年）に琉球政府道33号線として指定。1972年（昭和47年）の本土復帰と同時に県道33号線となった。
- 1980年代以降、中城湾港や県道沖縄環状線（県道85号）整備などで東海岸開発が進み、サトウキビ畑と海だけだった沿線は次第に住宅や大型スーパーなどが建つようになった。
- 1996年（平成8年）に「具志川沖縄線」の路線名がつけられる。
- 長らくうるま市大田が起点だったが、2011年（平成23年）に与勝半島を横断して金武湾沿いのうるま市具志川まで延長された。
- 2013年（平成25年）8月20日に具志川沖縄線を廃止（沖縄県告示第472号）するかわりに、同じ路線番号で具志川前原線が認定された。区間がうるま市前原まで短縮され、廃止された区間はうるま市、沖縄市へそれぞれ移管された。